# Zagorje (Ogulin)
Zagorje je naselje u Republici Hrvatskoj, u sastavu Grada Ogulina, Karlovačka županija.
Istoimeno selo spominje se još u Modruškom urbaru (15.st.). Tradicionalno se naziv „Zagorje“ koristi kao skupno ime za cijelu dolinu južno od jezera Sabljaci tj. između brda Veljun i masiva Velike Kapele. Područje je danas katastarski podijeljeno u više naselja: Donje Zagorje, Gornje Zagorje, Desmerice, Ribarići i Zagorje.
Zagorje ima dva zaseoka Kolići i Luketići.

Bernard M. Luketich, dugogodišnji predsjednik Hrvatske bratske zajednice porijeklom po ocu iz ovog je sela.
Između Zagorja i Desmerica je dubok i izdašan izvor Zagorske Mrežnice, vodocrpilište za Ogulin i okolicu.

## Stanovništvo
Prema popisu stanovništva iz 2001. godine, naselje je imalo 127 stanovnika te 51 obiteljskih kućanstava.
| broj stanovnika | 284   | 661   | 722   | 248   | 227   | 252   | 230   | 241   | 339   | 286   | 265   | 344   | 450   | 427   | 127   | 115   | 102   |
|                 | 1857. | 1869. | 1880. | 1890. | 1900. | 1910. | 1921. | 1931. | 1948. | 1953. | 1961. | 1971. | 1981. | 1991. | 2001. | 2011. | 2021. |